# World Markets
World Markets est une sculpture de Wang Du représentant un feuillet froissé et métallique de journal économique. Réalisée en 2004, elle est offerte au musée d'art contemporain de Lyon en 2009 par l'entreprise textile Tair Kameleone basée à Villefranche-sur-Saône. Elle est installée devant le MAC Lyon à la cité internationale, côté Parc de la Tête d'Or le long de l'allée Achille-Lignon. Elle représente « à la fois des déchets d’informations et le reflet rétrospectif de la réalité ». L'œuvre a d'abord été créée pour une exposition au Palais de Tokyo.